# 3지방대항축구전

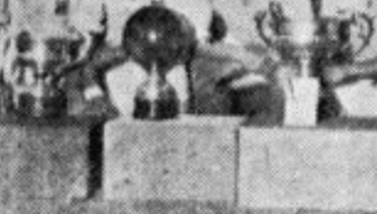
3지방대항축구전 트로피

3지방대항축구전(三地方對抗蹴球戰)은 1938년부터 1942년 사이 조선축구협회의 주최로 열렸던 기호 지방의 서울 (당시 경성), 관서 지방의 평양, 관북 지방의 함흥 이렇게 3개 지역 도시 대항 축구 경기이다.

## 명칭
당시 사용된 명칭은 "조선축구협회주최 조선3지방대항축구전"이었으나후대에 편의상 3도시대항축구전으로도표기하면서 현재 3도시대항축구전으로 더 많이 알려지게 되었다.

## 개최 배경
1920년대 후반부터 성황리에 치러졌던 경평대항축구전이 1935년을 끝으로 중단되자, 축구계는 물론 언론계에서까지 경평전의 재개를 촉구하고 나섰다. 하지만 양측에서는 승부욕이 열기가 지나쳐 대회 때마다 마찰이 발생하는 등 대회 운영 전반에 문제가 있었고, 근본적인 개선책이 마련되지 않는 한 대회의 재개가 어려웠다. 이에 대해 한 가지 대안으로서 서울과 평양 이외에 관북의 강호 함흥을 포함시켜 대회를 운영하자는 의견이 제시되었다.
때마침 1938년 가을, 일본축구협회에서 일본을 관동, 관서, 조선의 세 개 지역 나누어 대표 도시의 팀을 참가시키는 전일본3지방축구전(全日本3地方蹴球戰)을 계획하고 조선축구협회에 이를 알려왔다. 이에 조선축구협회는 조선 자체의 3지방대항축구전을 열어 그 우승팀을 전일본3지역축구전에 파견키로 한다. 조선축구협회는 당시 조선에서 축구활동이 가장 활발하게 전개되고 있었던 3개 지역을 중앙경성(中央京城), 서선평양(西鮮平壤), 북선함흥(北鮮咸興)으로 구분하여, 1938년 10월 제1회 대회를 개최한다.

## 대회 운영
대회는 매년 가을에 열렸다(6월에 열린 1941년 제외). 년도 별로 대회 운영방식은 조금씩 차이가 났으나 주로 리그 방식으로 이루어졌다. 1938년 원년 대회는 3개 팀이 리그 방식으로 팀 당 2경기를 치른 뒤 결승을 치러 우승팀을 가렸다. 함흥이 빠졌던 1939년에는 경성과 평양의 3판 2승제로 치루어졌으며, 1941년에는 3도시 이외에 전남 광주가 참여하여 4개 팀이 리그방식으로 팀당 3경기, 총 6경기가 치러졌다. 1941년까지는 경성운동장에서만 열렸지만, 1942년 제5회 대회는 한 달여에 걸쳐 서울, 평양, 함흥 3개 도시를 돌며 리그 방식으로 열려, 한국축구사 최초로 홈-원정 리그방식이 적용되었다.

## 의미
1938년 제1회 대회는 경성과 평양이 양분하고 있던 조선 축구계에 함흥이 신흥강호로서의 등장을 알리는 대회였다. 예상과 달리 함흥은 노쇠한 평양을 월등한 점수로 꺾고 경성과도 대등한 경기를 펼쳤으며, 결승에서도 다시 경성을 누르고 우승을 차지하였다. 하지만 함흥은 일본 메이지신궁 경기대회에 조선대표로 참가하기 위해 1939년과 1940년에는 불참하였고, 이로 인해 1939년 대회는 경성, 평양 두 팀만이 참가한 채 이루어졌으며, 1940년에는 대회 자체가 열리지 못하는 등 국내 대회에 소홀하다는 비판도 받았다.
한편 1942년 11월 마지막 대회에서 경성은 홈 구장인 경성운동장에서 함흥과 마지막 경기를 치르게 되며, 이는 경성축구단의 공식경기로서는 마지막 경기가 된다.
3지방대항축구전은 비록 1942년 제5회 대회를 끝으로 폐지되었지만, 지역연고 클럽간 리그 운영의 원시적 형태를 보여주었다는 점에서 한국축구사에서 의미가 크다. 이는 2~3일간의 단기간에 경성이나 평양 등 어느 한 도시에 모여 토너먼트로 치러졌던 전조선축구대회 등과 차이를 보인다. 즉 현재 대한민국 FA컵 대회의 뿌리를 ‘전조선축구대회 - 전국축구선수권대회 - FA컵’으로 볼 수 있다면, 대한민국 1부 리그인 K리그의 뿌리를 ‘경평축구대항전 - 3지방대항축구전 - 전국실업축구연맹전 - 프로축구 K리그’로 볼 수 있을 것이다.

## 결과 및 기록

### 역대 대회 개요
| 횟수 | 대회 명칭             | 주최         | 시기             | 장소                                                        | 참가팀           | 우승팀     |
| ---- | --------------------- | ------------ | ---------------- | ----------------------------------------------------------- | ---------------- | ---------- |
| 1    | 제1회 3지방대항축구전 | 조선축구협회 | 1938.10.28 ~ ?   | 경성운동장                                                  | 경성, 평양, 함흥 | 함흥       |
| 2    | 제2회 3지방대항축구전 | 조선축구협회 | 1939.11.10 ~ 12  | 경성운동장                                                  | 경성, 평양       | 경성       |
| 3    | 제3회 3지방대항축구전 | 중단         | 중단             | 중단                                                        | 중단             | 중단       |
| 4    | 제4회 3지방대항축구전 | 조선축구협회 | 1941.6.23 ~ ?    | 경성운동장                                                  | 경성, 평양, 함흥 | 평양, 함흥 |
| 5    | 제5회 3지방대항축구전 | 조선축구협회 | 1942.10.2 ~ 11.5 | 평양기림리공설운동장 함흥공설운동장 경성운동장 (3도시 순회) | 경성, 평양, 함흥 | 함흥       |

### 역대 우승팀
- 함흥 축구단 3회 (1938년, 1941년1, 1942년)
- 경성 축구단 1회 (1939년)
- 평양 축구단 1회 (1941년1)

1. 1941년 제4회 대회는 평양과 함흥 리그 전적 동률로 공동우승

## 참고 자료
- 大韓蹴球協會 편 『韓國蹴球百年史』라사라, 1986, p.238-240, p.559.
- 윤경헌, 최창신『축구 = 1 : 國技축구 그 찬란한 아침 』국민체육진흥공단, 1997, p.115-121, p.228, p.241.

## 같이 보기
- 경평대항축구전
- 전조선도시대항축구대회
- K리그
- 전조선축구대회
- 전국축구선수권대회
- FA컵
- 조선축구협회